# 마깅 시노 카 만
《마깅 시노 카 만》(필리핀어: Maging Sino Ka Man)는 2006년 방영된 필리핀의 드라마이다.